# 信和アセットマネジメント
信和アセットマネジメント株式会社（しんわアセットマネジメント、英称：SHINWA Asset Management Co.,Ltd.）は、大阪市中央区に本社を置く日本の不動産投資顧問会社。
信和不動産株式会社傘下の不動産ファンドマネジメントを行う会社である。

## 概要
不動産私募ファンドのアセットマネジメント会社。
代表者の森寛は森ビルインベストメントマネジメント（株）代表取締役社長、森ヒルズリート投資法人・執行役員に就任後、同社取締役会長を経て信和グループへ入社。
2022年6月24日付で不動産私募ファンドのアセットマネジメント業務を株式会社アヴァルセックと共同で受託。

## 沿革
- 2019年7月　会社設立
- 2020年4月　⾦融商品取引業（第⼆種・投資助⾔代理業）登録完了
- 2020年5月　⼀般社団法⼈第⼆種⾦融商品取引業協会入会
- 2020年6⽉　⼀般社団法⼈⽇本投資顧問業協会⼊会

## 事業内容
- 不動産ファンドアレンジメント業務
投資機会の発掘（ディールソーシング）／取得スキームの構築／ファイナンスアレンジメント

- 不動産ファンドマネジメント業務
ポートフォリオマネジメント／キャッシュマネジメント／レポーティング業務／投資助言業務

- 第二種金融商品取引業務
不動産信託受益権の私募の取扱い、売買、売買の仲介／集団投資スキーム持分の私募の取扱い